# Greg Brough
Greg Brough (n. 26 martie 1951, Surfers Paradise⁠(d), Queensland, Australia – d. 9 martie 2014, Beechmont⁠(d), Queensland, Australia) a fost un înotător ce a reprezentat Australia, medaliat olimpic. A participat la o ediție a Jocurilor Olimpice (1968) în care a câștigat două medalii de bronz.